# كلارنس إم. بورتون
كلارنس إم. بورتون (بالإنجليزية: Clarence M. Burton)‏ هو محامي أمريكي، ولد في 18 نوفمبر 1853 في كاليفورنيا في الولايات المتحدة، وتوفي في 23 أكتوبر 1932 في ديترويت في الولايات المتحدة.